# Poltár
Poltár város Szlovákiában, a Besztercebányai kerületben, a Poltári járás székhelye.

## Fekvése
Losonctól 20 km-re északkeletre, az Ipoly bal partján fekszik.
Keletről Cserepes, északról Csehberek, északnyugatról Ipolymagyari, nyugatról Ipolyróna és Ipolyberzence, délnyugatról Kálnó, délről pedig Kétkeresztúr községekkel határos. Keleti határa egyben a történelmi Nógrád és Gömör-Kishont vármegye határa.
Poltár 30,5292 km²-es területe három kataszteri területre és öt városrészre oszlik:
- Poltár – 21,9893 km² (városrészek: Poltár, Hájiky-Maky, Prievrana)
- Ipolyszele (Zelené) – 3,7049 km²
- Sósliget (Slaná Lehota) – 4,8350 km²

## Története
A mai város területén már a 7. században szláv település állt. A város a korábbi középkori település maradványain fejlődött ki.
A tatárjárás idején már fennállt. Poltár a Záh nemzetség ősi birtokai közé tartozott és Záh Felicián merénylete következtében, 1330-ban a Poltári Soós család ősei kapták adományul Károly Róbert királytól.
1409-ben „Nagpolthar", „Felsupolthar", „Kyspoltar", „Varalyapolthar", 1439-ben „Polthar" néven szerepel az írott forrásokban.
A 15. század közepén a husziták foglalták el.
Az 1548. évi adóösszeírásban már két helységből (Alsó- és Felső-Poltár) állt és mindkettő poltári Soós Tamás és Sebestyén birtoka volt, 1598-ban pedig Soós Gáboré és Jánosé.
Alsópoltár helyén az 1900-as évek elején Kispoltár állt; a Kosztoliszko nevű dülőben a régi templom rommaradványai megtalálhatók.
A 16. század közepén behódolt a törököknek. Akkoriban épültek az ipolymenti réteken látható és a rizs termesztéséhez használt vízgátak és öntözőcsatornák.
1562-1563-ban Felső-Poltár a szécsényi szandzsákhoz tartozott, amikor is 9 adóköteles házat írtak itt össze.
A 17. században – a Poltári Soós család kihaltával – a garamszeghi Géczy család birtokába került.
1715-ben 1 magyar és 18 tót, 1720-ban 6 magyar és 10 tót háztartását írták össze.
1754-1755-ben Géczy Gábor birtokolta, 1770-ben pedig rajta kívül még Csillom Pál, Moszticzky János és Gábor, a 19. század elején pedig Pelargus Sándoré és a Géczy család, majd az 1900-as évek elején báró Baratta-Dragono Alajos és fia Norbert, báró Luzsénszky Henrik örökösei, továbbá Pasuth Mihály voltak a legnagyobb birtokosai. A báró Baratta-féle poltári birtok előbb a Géczy, majd a Korompay és végül a Pelargus család tulajdonába került. A kastélyt egy ottani régi vasajtó fölirata szerint 1782-ben még a Géczy család építtette. Azelőtt földszintes építmény volt; az emeletet Baratta Alajos építtette rá 1865-ben. A másik úri lakot a Moszticzky család emelte.
1828-ban 83 házát és 560-an lakták, lakói főként mezőgazdaságból éltek. Fejlődött a bognármesterség és a fazekasság is. 1869-ben a Baratta-Drág család téglagyárat építtetett ide.
Vályi András szerint: „POLTÁR. Tót falu Nógrád Vármegyében, földes Urai Géczy, és több Uraságok, lakosai katolikusok, és többen evangelikusok, fekszik Berzenczének szomszédságában, mellynek filiája, határja ollyan, mint Bisztricskáé, első osztálybéli."
Fényes Elek szerint: „Poltár, tót falu, Nógrád vmegyében: 33 kath., 1255 evang. lak. Szép evang. anyatemplom. – Határa nagy; rétje jó és elég; földe javitást kiván: erdeje makkos s benne szép vadászatok esnek; agyagja hires; minélfogva itt sok fazekas és bognár lakik; egy hegytetőn olly agyag neme is van (szappanföld), mellyel a molnárok malom-kerekeik tengelyét kenik. Savanyuviz-forrásokat többet mutathat. Vannak ezen határnak megkülönböztetett osztályai is, mint p. o. 1). Dejelcze rétekkel, földekkel s egy korcsmával a rimaszombati utban. 2). Roven: itt vannak a savanyuviz-források. 3). Alsó- és Felső-Borcsok: itt erdők, földek és jó rétek vannak. F.u. a Géczy nemzetség és Pelargus Ut. post. Zelene."
Nógrád vármegye monográfiája szerint: „Poltár. Ipolyvölgyi kisközség körjegyzőséggel. Házainak száma 146, lalakosaié 1099, a kik tótajkúak és túlnyomó számban evangelikus vallásúak. Postája, távírója és vasúti állomása helyben van. A tatárjárás korában már fönnállhatott, mert a határban még ma is megvannak a tatárok betörése ellen emelt védősánczok (Cziezvár és Czerina). Valószinüleg palóczok, azaz magyarok voltak az első telepesek, a mai tót lakosság magyar neve erre vall (Garai, Vasas, Sárkány, Fehér stb). Szintén a Záh nemzetség ősi birtokai közé tartozott és Záh Feliczián merénylete következtében 1330-ban a Poltári Soós család ősei kapták. Az 1548. évi adóösszeírásban két helységből (Alsó- és Felső-Poltár) állott és mindkettő Poltári Soós Tamás és Sebestyén birtoka volt, 1598-ban pedig Soós Gáboré és Jánosé. [...] Jelenleg báró Baratta-Dragono Alajos és fia Norbert, báró Luzsénszky Henrik örökösei, továbbá Pasuth Mihály a legnagyobb birtokosai. A báró Baratta-féle poltári birtok előbb a Géczy, majd a Korompay és végül a Pelargus családé volt. A kastélyt egy ottani régi vasajtó fölírata szerint 1782-ben még a Géczy család építtette. Azelőtt földszintes volt; az emeletet Baratta Alajos építtette reá 1865-ben. A kastélyban könyvtáron kivül érdekes gazdag vadásztrofeumok és régi értékes bútorok, valamint műtárgyak, közöttük I. Napoleon óratartója és a németalföldi iskolához tartozó régi festmények láthatók és több, a XVII. századból való régi metszet. A másik úrilakot a Moszticzky család emelte s ez jelenleg Petrusz Józsefé. Az itteni evangélikus templom 1791-ben épült. Szentedényei közűl említést érdemel egy kehely 1651-ből, mely Nebojszai Balogh Anna s egy másik, mely Géczyné Balogh Eszter ajándéka. A templom harangjai közűl egyik 1669-ben készült. A husziták korában a lakosság áttért a lutheránus vallásra. Csehberek, Sósliget, Ipolyszele és Poltár községeknek közös huszita temetője volt a mai Kispoltár helyén, hol az ősi Soós család kastélya is állt. 1849 nyarán a községen Vonult át a megszálló orosz had gróf Forgách András vezetése mellett, mivel a Bpest-kassai posta út régente erre ment és csak Bach idejében helyezték át Osgyán felé. Az itteni Erzsébet-téren Erzsébet királyné mellszobra van felállítva, melyet a községek támogatásával báró Baratta Alajos emelt. Két chamotte- és agyagárúgyár is van a községben. Az egyik nagy, modern berendezésű gyár báró Baratta Norberté, a másik pedig Krausz Péteré. A községhez tartoznak: Alsóperenna és Felsőperenna-puszták, melyeknek a helyén a középkorban Perenna helység állott. Az 1548. évi adóösszeírásban még a jobbágyközségek között foglal helyet és Wesselényi Miklós volt a földesura. 1552 táján pusztulhatott el, mert a későbbi összeírásokból hiányzik. Ide tartozik még Károly-, Irma- és Makkos-major, továbbá Kispoltár-telep."
A trianoni diktátumig Nógrád vármegye Losonci járásához tartozott. 1922-től gőzfűrész működött a településen, amely 1936-ban leégett.

## Népessége
| Év:            | 1994. | 2004.   | 2014.   | 2024.    |
| -------------- | ----- | ------- | ------- | -------- |
| Emberek száma: | 5960  | 5977    | 5742    | 5123     |
| Eltérés:       |       | +0,28 % | -3,93 % | -10,78 % |

| Év:            | 2023. | 2024.   |
| -------------- | ----- | ------- |
| Emberek száma: | 5170  | 5123    |
| Eltérés:       |       | -0,90 % |

- 1880-ban 939 lakosából 108 magyar és 772 szlovák anyanyelvű volt.
- 1890-ben 942 lakosából 98 magyar és 816 szlovák anyanyelvű volt.
- 1900-ban 1033 lakosából 129 magyar és 887 szlovák anyanyelvű volt.
- 1910-ben 1104 lakosából 248 magyar és 854 szlovák anyanyelvű, ebből 287 római katolikus, 791 evangélikus és 16 izraelita vallású volt.
- 1921-ben a Rimaszombati járáshoz csatolt községnek 1186 lakosa volt (ebből 1110 szlovák), területe ekkor 25,51 km².[7] 1186 lakosából 48 magyar, 6 zsidó, 3 német, 1110 csehszlovák, 17 egyéb nemzetiségű és 2 állampolgárság nélküli volt. Ebből 783 evangélikus, 373 római katolikus, 19 izraelita, 4 református és 7 egyéb vallású volt.
- 1930-ban 1460 lakosából 54 magyar és 1392 csehszlovák volt.
- 1964-ben Poltárhoz csatolták Sósliget (Slaná Lehota), 1966-ban pedig Ipolyszele községeket.
- 1970-ben 3105 lakosából 15 magyar és 3074 szlovák volt.
- 1980-ban 5030 lakosából 29 magyar és 4963 szlovák volt.
- 1991-ben 5823 lakosából 49 magyar és 5693 szlovák volt.
- 2001-ben 6099 lakosából 5946 szlovák és 31 magyar volt.
- 2011-ben 5826 lakosából 5176 szlovák, 55 roma, 24 magyar, 16 cseh és 537 ismeretlen nemzetiségű.

### Perenna
A községhez tartoztak: Alsóperenna- és Felsőperenna-puszták, ezeknek a helyén a középkorban Perenna helység állt.
Perenna az 1548. évi adóösszeírásban még a jobbágyközségek között volt felsorolva és Wesselényi Miklós volt a földesura.
1552 körül pusztíthatta ki a török, mert a későbbi összeírásokból hiányzik.

## Nevezetességei
- Evangélikus temploma 1791-ben épült a korábbi, 15. századi templom felhasználásával. Mai formáját 1967-ben nyerte el.
- Ipolyszele evangélikus temploma 1835-ben épült, építtetője Tihanyi Ferenc és felesége voltak.
- Az ipolyszelei Ipoly-híd elődje egy 17. századi török híd volt. A mait a 19. század elején építették.
- Klasszicista kúria 1775-ből származik.
- Klasszicista kastélya 1782-ben épült, 1865-ben átépítették.
- A sósligeti evangélikus templom 1891-ben épült.

## Neves személyek
- Itt született Ivan Gašparovič, a Szlovák Köztársaság elnöke.
- Itt született 1924-ben Tibor Sedlický zenei pedagógus, karmester.

## Külső hivatkozások
- Hivatalos oldal
- E-obce.sk Archiválva 2008. január 31-i dátummal a Wayback Machine-ben
- Községinfó
- Poltár Szlovákia térképén